# A Virgem e o Menino (Van der Weyden)
A Virgem e o Menino Jesus (também conhecida por Virgem de Durán ou A Virgem e o Menino num Nicho) é uma pintura a  óleo sobre carvalho datada de c. 1433 atribuída ao pintor flamengo Rogier van der Weyden. Encontra-se no Museu do Prado em Madrid, Espanha. A pintura deriva de outra da autoria de Jan van Eyck, A Virgem e o Menino Jesus lendo, e foi muito imitada posteriormente. Mostra a Virgem sentada, serena, usando um longo e vermelho vestido ornado com dois fios dourados. No seu colo, está o Menino Jesus, a folhear, de trás para a frente, um livro sagrado ou um manuscrito sobre o qual o olhar de ambas as figuras se direcciona. Mas, ao contrário do trabalho de Van Eyck, Van der Weyden não só posiciona a Virgem e o Menino num abside ou nicho gótico, como tinha feito com as suas anteriores representações da Virgem (A Virgem de pé e A Virgem e o Menino Jesus entronizados), mas também os coloca numa saliência projectada, dando, assim, ênfase à sua imagem escultural.
Cristo aparenta ser mais velho do que na maioria das pinturas contemporâneas deste género. O Menino está longe ser ser um bebé, e é representado de forma muito real e fisicamente muito bem desenhado. É retratado como uma pequena criança, sem a suavidade dos retratos da Virgem e do Menino do século X. A pintura é caracterizada pelo estilo escultural que Van der Weyden habitualmente escolhe, e pela sua semelhança na colorização a A Deposição da Cruz ((c. 1435); Madrid) e Retábulo de Miraflores (c. 1442–45; Berlim).
A pintura foi adquirida por Pedro Fernández-Durán em 1899 no Palácio de Boadilla, Madrid. Durán doou o trabalho ao Museu do Prado em 1930.